# BTV컵
빈즈엉 텔레비전컵(베트남어: Bình Dương Television Cup)은 베트남의 축구단 빈즈엉 FC가 주최하는 국제 친선 축구 대회로, 2000년부터 지금까지 진행되고 있다. 경기는 빈즈엉의 홈 구장인 고더우 경기장에서 펼쳐진다. 2004년부터 대한민국의 축구단도 참여를 시작했으며, 초기에는 실업축구 팀들이 참여하였으나, 최근에는 대학선발팀이 참여하고 있다.

## 역대 우승 팀
| 2000 | 깡 사이공           | ?                    | 꽁안 타인포 호찌민  | ?                   | ?                   | ?         | ?                   |
| 2001 | 꽁안 타인포 호찌민  | 3-2                  | 깡 사이공           |                     |                     | ?         | ?                   |
| 2002 | 빈즈엉              | 2-0                  | 똥아 은행           | 동떰 롱안           | 동떰 롱안           | ?         | 깡 사이공           |
| 2003 | 빈즈엉              | 1-0                  | 동떰 롱안           | 끄룽타이은행        | 끄룽타이은행        | 2-0       | 똥아 은행           |
| 2004 | 동떰 롱안           | 3-1                  | 수원시청            | 빈즈엉              | 빈즈엉              | 경기 없음 | 마쓰바라            |
| 2005 | 빈즈엉              | 1-0                  | 동떰 롱안           | 탬피니스 로버스     | 탬피니스 로버스     | 3-1       | 다낭                |
| 2006 | 부산교통공사        | 3-2                  | 빈즈엉              | 빈딘                | 빈딘                | 3-1       | 동떰 롱안           |
| 2007 | 마쓰바라            | 1-1 (pen. 4-3)       | 동떰 롱안           | 대전 시티즌         | 대전 시티즌         | 3-1       | 다낭                |
| 2008 | 다낭                | 3-3 a.e.t (pen. 4-2) | 빈즈엉              | 마쓰바라            | 마쓰바라            | 7-2       | 대한민국 대학선발팀 |
| 2009 | 두키지카시아스      | 2-1                  | 동떰 롱안           | 시망 하이퐁         | 시망 하이퐁         | 3-1       | 빈즈엉              |
| 2010 | 동떰 롱안           | 1-0 a.e.t            | 마쓰바라            | 빈즈엉              | 빈즈엉              | 2-1       | 비셈 하이퐁         |
| 2011 | 마쓰바라            | 2-0                  | 빈즈엉              | 사이공 쑤언타인     | 사이공 쑤언타인     | 1-0       | SC 빌라             |
| 2012 | 빈즈엉              | 2-0                  | 베트남 U-22         | 그레미우 바루에리   | 그레미우 바루에리   | 4-0       | 사이공 쑤언타인     |
| 2013 | 빈즈엉              | 1-0                  | 베트남 U-23         | 방구                | 방구                | 6-1       | 대한민국 대학선발팀 |
| 2014 | 대한민국 대학선발팀 | 2-1                  | 동떰 롱안           | 카피사바            | 카피사바            | 2-1       | SHB 다낭            |
| 2015 | 방구                | 3-2                  | 대한민국 대학선발팀 | 동떰 롱안           | 동떰 롱안           | 3-0       | 일본 대학선발팀     |
| 2016 | 쇼난 벨마레         | 2-1                  | SHB 다낭            | 대한민국 대학선발팀 | 대한민국 대학선발팀 | 3-0       | 보응켓앙코르        |

## 역대 참가 팀
| - 빈즈엉 (주최) - 동떰 롱안 2000, 2001, 2002, 2003, 2004, 2005, 2006, 2007, 2008, 2009, 2010, 2013, 2014, 2015 - 다낭 2005, 2006, 2007, 2008, 2009, 2011, 2012, 2014 - 하이퐁 2003, 2008, 2009, 2010, 2011, 2016 - 깡 사이공 2000, 2001, 2002, 2005 - 빈딘 2001, 2002, 2006 - 베트남 U-22 2012, 2013 - 호앙아인 잘라이 2000, 2007 - 탄꽝닌 2015, 2016 - 동탑 2002, 2004 - 카토코 카인호아 2001, 2010 - 사이공 쑤언타인 2011, 2012 - 꽁안 타인포 호찌민 2000, 2001 - 똥아 은행 2002, 2003 - 송람 응에안 2003 - 티엔지앙 2002 - 껀터 2002 - 하이꽌 2001 - 동나이 2013 - 대한민국 대학선발팀 2008, 2013, 2014, 2015, 2016 - 대전 시티즌 2007 - 수원시청 2004 - 울산 현대미포조선 돌고래 2005 - 부산교통공사 축구단 2006 - 마쓰바라 2004, 2006, 2007, 2008, 2010, 2011 - 방구 2013, 2015, 2016 - 그레미우 바루에리 2012 - 두케지카시아스 2009 - 카피사바 2014 - 촌부리 2007, 2010, 2012 - PEA 2005 - BEC 테로 사사나 2014 - 오솟스파 FC 2004 - 끄룽타이은행 2003 | - 충칭 리판 2009 - 다롄 스더 2007 - 우한 광구 2006 - 샤먼 란스 2005 - 쇼난 벨마레 2016 - 아비스파 후쿠오카 2012 - 일본 대학선발팀 2015 - 캄팔라 시의회 2009 - 익스프레스 FC 2010 - SC 빌라 2011 - MŠK 질리나 2011 - 아르트메디아 2009 - 탬피니스 로버스 2005 - 우드랜즈 웰링턴 2006 - 인도네시아 U-20 2004 - 스멘 파당 2013 - 캄보디아 올림픽 2003 - 보에웅 켓 앙코르 2016 - 라오스 2003 - MCTPC 2004 - 에투알 FC 2010 - REAC 스포르티스콜라 2013 - 이스트 벵골 FC 2011 - 말레이시아 U-21 2004 - 아예야와디 유나이티드 2014 - 뉴레이디언트 SC 2008 |